# (39390) 4839 P-L
4839 P-L (asteroide 39390) é um asteroide da cintura principal. Possui uma excentricidade de 0.20472620 e uma inclinação de 2.18240º.
Este asteroide foi descoberto no dia 24 de setembro de 1960 por Cornelis Johannes van Houten e Ingrid van Houten-Groeneveld e Tom Gehrels em Palomar.